# Honorat Wiśniewski
Honorat Wiśniewski, (ur. 11 stycznia 1942 w Rejowcu, zm. 15 listopada 2004 w Lublinie) – polski trener lekkoatletyczny i działacz sportowy, przewodniczący Centralnej Rady Trenerów Polskiego Związku Lekkiej Atletyki.
Był absolwentem Wydziału Pedagogiki i Psychologii Uniwersytetu Marii Curie-Skłodowskiej oraz studiów trenerskich w poznańskiej Akademii Wychowania Fizycznego, po ukończeniu których otrzymał tytuł trenera klasy mistrzowskiej. W latach 1986–1988 był szefem wyszkolenia w Polskim Związku Lekkiej Atletyki. Od trzech kadencji przewodniczył Centralnej Radzie Trenerów PZLA. Wielokrotnie wybierany do centralnych władz. Ostatnio był członkiem zarządu PZLA. W 2000 pełnił funkcję doradcy podsekretarza stanu w Ministerstwie Edukacji Narodowej.
W maju 1999 został odznaczony Krzyżem Kawalerskim Orderu Odrodzenia Polski. Był laureatem kilku plebiscytów na najlepszego trenera Lubelszczyzny.